# Amancio de Como
Amancio de Como fue el tercer obispo de Como. Es venerado como santo por la Iglesia católica, su festividad es el 8 de abril, y se considera patrono de la iglesia de San Fedele, en Como, al igual que Félix de Como.

## Hagiografía
Nació en Canzo (en latín Cantius o Cantium), pueblo distante 21 km de Como, o, de acuerdo con la lectura bastante posterior de Cantium, en Canterbury, en el Reino de Inglaterra, en el 410, y sirvió como dignatario imperial antes de convertirse en obispo. La leyenda dice que era pariente de Teodosio II por parte de madre. 
Fue elegido obispo en el 420 con la muerte del titular, Provino, convirtiéndose así en el tercer obispo de Como.
Falleció a los 38 años, el 8 de abril del 448, en Como, por causas naturales.
Se le concede la construcción de la basílica de San Abondio a las afueras de la murallas de Como. La basílica fue construida con las supuestas reliquias de san Pedro y san Pablo, que Amancio había traído desde Roma.

## Onomástico y culto público
Sus reliquias fueron veneradas el 2 de julio de 1590, cuando fueron trasladadas a la iglesia del Gesù (en Como). Posteriormente fueron transportadas a la iglesia de San Fedele, en Como, donde siguen todavía.